# Alcyonium grandis
Alcyonium grandis is een zachte koraalsoort uit de familie Alcyoniidae. De koraalsoort komt uit het geslacht Alcyonium. Alcyonium grandis werd in 1997 voor het eerst wetenschappelijk beschreven door Casas, Ramil & van Ofwegen. 